# Genestrerio
Genestrerio est une localité et une ancienne commune suisse du canton du Tessin.

## Histoire
Depuis le 5 avril 2009, la commune de Genestrerio a été intégrée à la commune de Mendrisio comme Tremona, Capolago, Arzo, Rancate. Son numéro OFS a été le 5252.

## Personnalités
- Regina Francesca Riva (1681-1752), comtesse catholique, propriétaire foncière, éminente personnalité de la famille Riva.